# Museu de Alberto Sampaio
O Museu de Alberto Sampaio é um museu português, dependente da Museus e Monumentos de Portugal. Encontra-se instalado nos edifícios anexos à Igreja de Nossa Senhora da Oliveira, formando o conjunto da antiga Colegiada de Guimarães, classificado como Monumento Nacional desde 1910 e Património Mundial da Humanidade desde 2001. Está localizado na antiga freguesia de Oliveira do Castelo, atualmente inserida na União das Freguesias de Oliveira, São Paio e São Sebastião, na cidade e concelho de Guimarães, distrito de Braga.
Em 2022, registou 68.490 entradas, sendo um dos monumentos mais visitados na zona norte do país.

## O Edifício

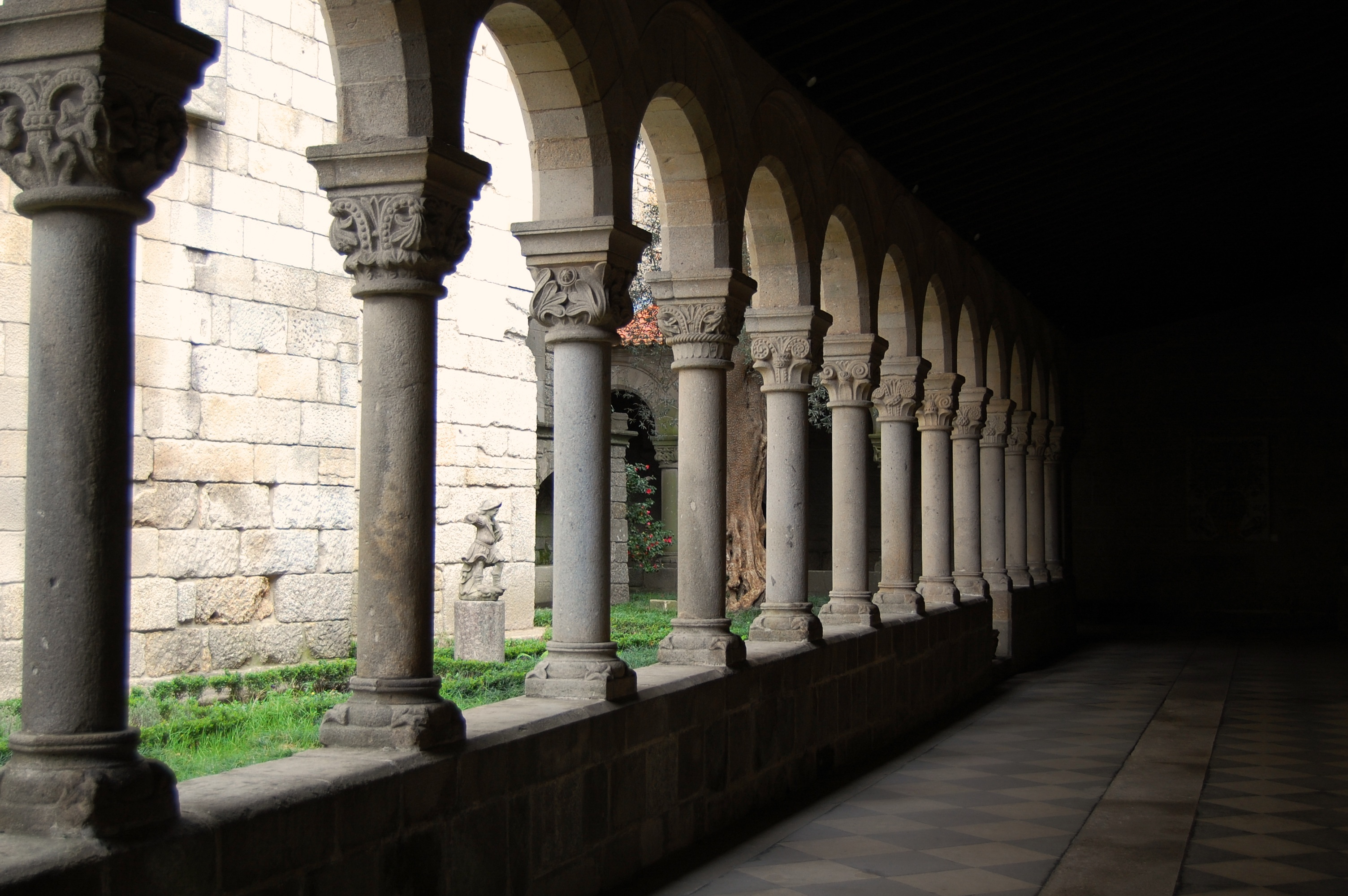
Claustro do museu

O museu ocupa várias construções anexas à Igreja de Nossa Senhora da Oliveira, que antigamente serviam a colegiada. São elas a antiga casa do cabido de finais do século XVIII, o claustro e a sala do capítulo, ambos do século XIII, a capela funerária de São Brás de 1419 e a casa do priorado do século XV.

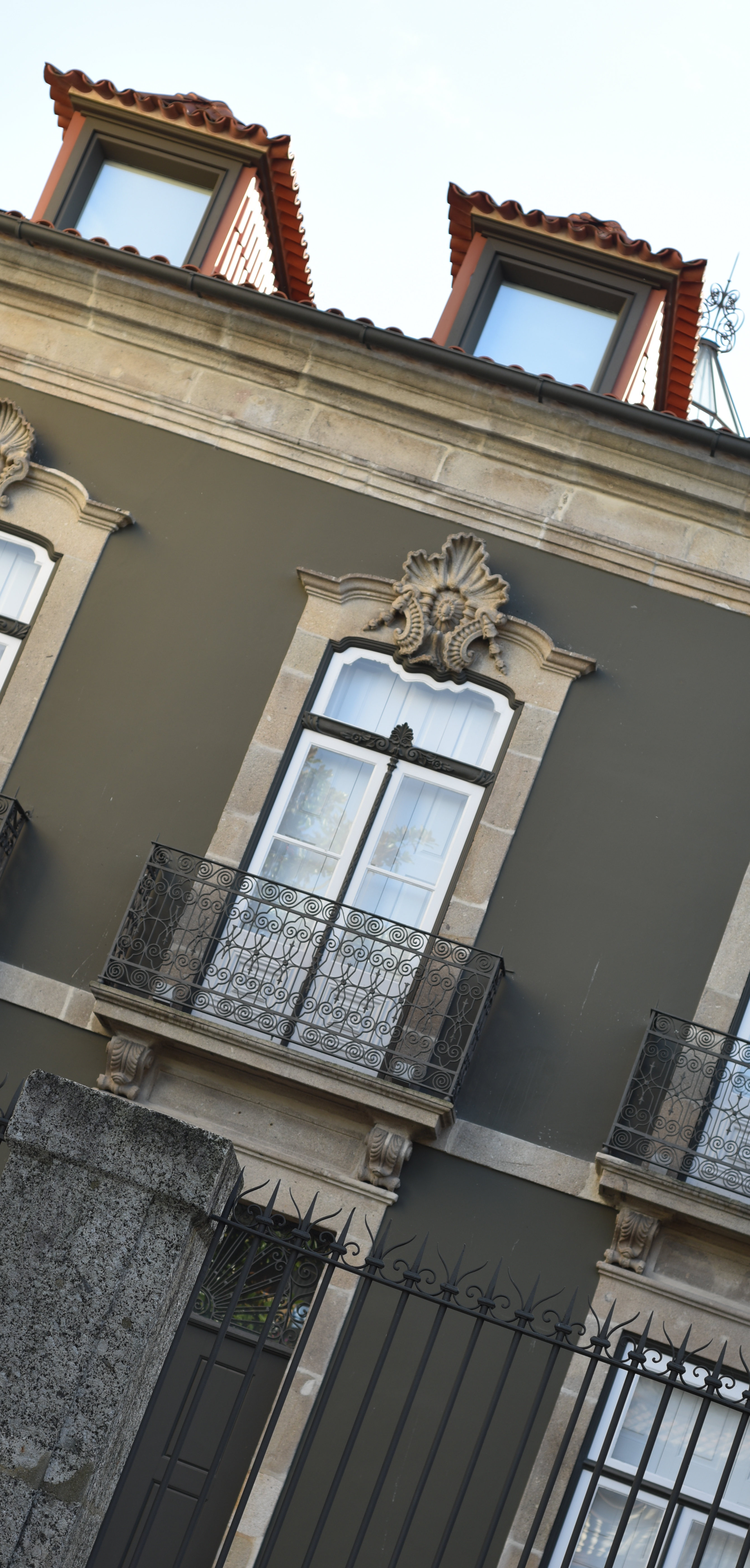
Fachada da extensão do museu

O claustro, com os seus arcos de volta perfeita apoiados em capitéis vegetalistas e o portal da sala do capítulo, ambos fortemente influenciados pela arte moçárabe são as construções de maior interesse arquitetónico e também as mais icónicas da instituição.
Em 2012, no âmbito da Capital Europeia da Cultura, celebrada em Guimarães foi reabilitado o antigo posto de saúde da Praça de Santiago como extensão do museu. O novo espaço foi inaugurado no dia 26 de junho de 2014.

## História
Foi criado em 1928, devido à necessidade de expor os bens das instituições religiosas extintas da região e em especial os bens da antiga colegiada de Guimarães. Abriu ao público em 1931.
O patrono da instituição é Alberto Sampaio, ilustre historiador vimaranense do século XIX.

## Coleções
O acervo do museu é constituído principalmente por arte sacra, nas áreas da ourivesaria, pintura, escultura, têxteis e cerâmica. Inclui mais de 2000 objetos inventariados, com importantes peças dos séculos XIV, XV e XVI. Doze deles estão classificados como bens de interesse nacional pelo Ministério da Cultura.